# Paul Tilly
Paul Henrik Mathias Tilly, född Bengtsson den 29 juli 1973 i Osby, är en svensk radio- och TV-personlighet.
Tilly slog igenom i TV4:s På rymmen, och har sedan medverkat som "Ulf" i Icas reklamfilmer. Tilly har även medverkat som "Skåne-Paul" i programmet Pippirull i Sveriges Radio P3 och i Humorlabbet i SVT, som reporter i Sikta mot stjärnorna 2002, samt i ett avsnitt av TV-serien Hem till Midgård.
Tilly är uppvuxen i Osby, och blev 2004 utsedd till Osbyambassadör.